# مرعی المقعدی
مرعی المقعدی (عربی: مرعي المقعدي؛ زادهٔ ۱۲ ژوئیهٔ ۱۹۸۸) یک ورزشکار اهل عربستان سعودی است.